# Читадзе, Шио Алексеевич
Шио Алексеевич Читадзе (груз. შიო ალექსის ძე ჩიტაძე, 4 (16) февраля 1873 года, Гори — 4 (17) июля 1906 года, Тифлис) — грузинский педагог, публицист, общественный деятель.

## Биография
Окончил историко-филологический факультет Киевского университета (1897). Преподавал в киевских гимназиях, был активным членом Киевского общества грамотности, вёл курсы усовершенствования учителей начальных школ.
С 1904 преподавал русский язык в Грузинской дворянской гимназии в Тифлисе, был инспектором гимназии. Предложил проект реорганизации гимназии (1905), впоследствии ставший основой её работы. Был знаком и поддерживал творческие связи с Лесей Украинкой. Печатался под псевдонимом Ворон
Погиб во время вооружённой зачистки гимназии (здание сохранилось — улица Павла Ингороквы, 22) после произошедшего около неё антиправительственного террористического акта. Похоронен на Кукийском кладбище.
После смерти мужа жена Читадзе покончила жизнь самоубийством.
Именем Шио Читадзе названа улица в Тбилиси.

## Педагогические взгляды
Выступал за демократизацию школьного обучения, декларировал, что школа — мастерская, где душа человека должна получить форму и содержание. Призывал учителей соотносить содержание обучения с уровнем знаний и возрастными особенностями учащихся, стимулировать их интерес к учебе и будущей практической деятельности. Выступал за обучение на родном языке и глубокое изучение русского языка. Придавал главенствующее значение личности учителя, должного обладать прочной научно-педагогической и психологической подготовкой. Инициатор и руководитель съезда учителей (1905), который высказался за реформу общеобразовательной школы в Грузии на принципах «свободного воспитания».